# Канонвил (Јута)
Канонвил (енгл. Cannonville) град је у америчкој савезној држави Јута.

## Демографија
По попису из 2010. године број становника је 167, што је 19 (12,8%) становника више него 2000. године.
| Група             | 2000.       | 2010.       |
| Белци             | 140 (94,6%) | 157 (94,0%) |
| Афроамериканци    | 0 (0,0%)    | 0 (0,0%)    |
| Азијати           | 0 (0,0%)    | 0 (0,0%)    |
| Хиспаноамериканци | 6 (4,1%)    | 2 (1,2%)    |
| Укупно            | 148         | 167         |